# Taquaral de Goiás
Taquaral de Goiás là một đô thị thuộc bang Goiás, Brasil. Đô thị này có diện tích 201,392 km², dân số năm 2007 là 3531 người, mật độ 16 người/km².